# Villa Pucci
Villa Pucci si trova a Castelfiorentino in località Granaiolo.

## Storia
Fu costruita tra il XVII e il XVIII secolo dalla famiglia Pucci, in uno stile tipico dell'architettura tradizionale rurale toscana: una facciata semplice con le finestre incorniciate dalla pietra serena che risalta sullo sfondo bianco dell'intonaco. Dalla parte centrale della facciata una specie di torretta si innalza con una graziosa loggia panoramica. 
L'edificio fu gravemente danneggiato durante la seconda guerra mondiale, ma dopo un attento restauro è stato riportato alle antiche forme.
Il parco fu ristrutturato negli anni '70 dall'architetto Gae Aulenti, e rappresenta un ottimo modello di come un intervento moderno si possa inserire nel contesto di una tenuta storica. Al posto dell'ormai scomparso giardino all'italiana, che risaliva a una ricostruzione dei primi del Novecento, è stata realizzata una serie di gradinate a prato, delimitate da cordoli di pietra arenaria, che seguono l'orografia del terreno. Sul retro invece è stato creato un giardino all'inglese con ampie zone fiorite.
La villa è poi circondata da un parco con varie specie arboree come abeti, cedri, cipressi, bagolari, pini, lecci e pioppi.